# Dubnobasswithmyheadman
Dubnobasswithmyheadman (stylizowane jako dubnobasswithmyheadman) – trzeci album studyjny zespołu Underworld, wydany 24 stycznia 1994 roku w Wielkiej Brytanii przez Junior Boy’s Own jako podwójny LP oraz 26 lipca tego samego roku w Stanach Zjednoczonych jako CD.
Zdobył certyfikat złotej płyty BPI.

## Album

### Historia
W 1987 roku wokalista Karl Hyde i klawiszowiec Rick Smith założyli industrialno-funkowy zespół Underworld. Po podpisaniu kontraktu z amerykańską wytwórnią Sire Records zespół wydał dwie płyty Underneath the Radar (1988) i Change the Weather (1989) i wkrótce potem zniknął ze sceny muzycznej. W 1990 roku Hyde i Smith zatrudnili DJ-a Darrena Emersona zmieniając nazwę na Lemon Interrupt. W 1992 roku trio zadebiutowało dwoma singlami, „Dirty”/„Minneapolis” i „Bigmouth”/„Eclipse”, wydanymi przez Junior Boys Own Records. Po powrocie do nazwy Underworld wydali 1993 roku kolejne single „Rez” i „Mmm...Skyscraper I Love You”, oba w stylu techno. Porzucili tradycyjne formy piosenek na rzecz mocno przetworzonego wokalu Hyde’a i jego ledwie słyszalnych szeptów i surrealistycznych słów na tle breakbeatowego trance’u, realizowanego przez Emersona i Smitha z domieszką gitarowych efektów Hyde’a. Pierwszym albumem odnowionego zespołu był Dubnobasswithmyheadman, uważany przez wszystkich, łącznie z jego twórcami, za debiut. Underworld dużo koncertował robiąc wrażenie na widowni. Odbył dwukrotne tournée po Wielkiej Brytanii, Japonii, Europie.
W wywiadzie udzielonym Garry’emu Mulhollandowi z magazynu Uncut Karl Hyde wyjaśnił, skąd się wziął tytuł albumu:

To [było] coś, co Rick napisał na kasecie DAT lub kasecie magnetofonowej, a co ja źle odczytałem. Russell Hobanizm.

#### Wznowienie (2014)
6 października 2014 roku, po 20 latach od czasu premiery, album został wydany jako Super Deluxe Edition, na którą złożyło się 5 płyt CD. Reedycję zrealizował w studiu Abbey Road Rick Smith przeglądając oryginalne pliki MIDI oraz niepublikowany wcześniej materiał i rzadkie alternatywne miksy, towarzyszące oryginalnym singlom i remiksom. Na pierwszym CD znalazł się oryginalny album, zremasterowany przez Smitha z oryginalnych plików MIDI, a na pozostałych – powiązane single i remiksy, niepublikowane wcześniej utwory bonusowe oraz cały live jam złożony z 7 utworów. Wydawnictwo uzupełniła książka zawierająca pamiątki z tamtego okresu oraz nowe dzieła sztuki autorstwa zespołu projektowego Tomato. Ukazała się również winylowa wersja reedycji, gdzie oryginalny album został zremasterowany przez Ricka Smitha według tych samych zasad co CD. 11 października zespół dał z tej okazji specjalny koncert w londyńskiej Royal Festival Hall.

Dubnobass wciąż brzmi żywo i trafnie ponieważ jest w nim walka. Jest w tym formowanie się grupy, która jeszcze nie wie, czym jest, ale jest też nadzieja w ciemności. Pozytywność w obliczu przeciwności losu.

### Lista utworów

#### LP
Lista według Discogs
| 1. | Dark & Long               | 7:35  |
|    |                           |       |
| 2. | Mmm Skyscraper I Love You | 13:08 |
|    |                           |       |
|    |                           | 20:43 |
|    |                           |       |

| 1. | Surfboy  | 7:33  |
|    |          |       |
| 2. | Spoonman | 7:41  |
|    |          |       |
| 3. | Tongue   | 4:49  |
|    |          |       |
|    |          | 20:03 |
|    |          |       |

| 1. | Dirty Epic | 9:55  |
|    |            |       |
| 2. | Cowgirl    | 8:25  |
|    |            |       |
|    |            | 18:20 |
|    |            |       |

| 1. | River Of Bass | 6:26  |
|    |               |       |
| 2. | M.E.          | 7:09  |
|    |               |       |
|    |               | 13:35 |
|    |               |       |

#### CD
Lista według Discogs
| 1. | Dark & Long               | 7:35    |
|    |                           |         |
| 2. | Mmm Skyscraper I Love You | 13:08   |
|    |                           |         |
| 3. | Surfboy                   | 7:33    |
|    |                           |         |
| 4. | Spoonman                  | 7:41    |
|    |                           |         |
| 5. | Tongue                    | 4:50    |
|    |                           |         |
| 6. | Dirty Epic                | 9:55    |
|    |                           |         |
| 7. | Cowgirl                   | 8:29    |
|    |                           |         |
| 8. | River Of Bass             | 6:26    |
|    |                           |         |
| 9. | M.E.                      | 7:08    |
|    |                           |         |
|    |                           | 1:12:45 |
|    |                           |         |

#### 5CD Super Deluxe Edition
Lista według Discogs
| 1-1. | Dark & Long                | 7:34    |
|      |                            |         |
| 1-2. | Mmm… Skyscraper I Love You | 13:11   |
|      |                            |         |
| 1-3. | Surfboy                    | 7:34    |
|      |                            |         |
| 1-4. | Spoonman                   | 7:41    |
|      |                            |         |
| 1-5. | Tongue                     | 4:51    |
|      |                            |         |
| 1-6. | Dirty Epic                 | 9:55    |
|      |                            |         |
| 1-7. | Cowgirl                    | 8:29    |
|      |                            |         |
| 1-8. | River Of Bass              | 6:27    |
|      |                            |         |
| 1-9. | M.E.                       | 7:11    |
|      |                            |         |
|      |                            | 1:12:53 |
|      |                            |         |

| 2-1. | The Hump (Wild Beasts)    | 6:25    |
|      |                           |         |
| 2-2. | Eclipse                   | 13:01   |
|      |                           |         |
| 2-3. | Rez                       | 9:58    |
|      |                           |         |
| 2-4. | Dirty                     | 10:18   |
|      |                           |         |
| 2-5. | Dirty Guitar              | 10:02   |
|      |                           |         |
| 2-6. | Dark & Long (Hall's Edit) | 4:10    |
|      |                           |         |
| 2-7. | Dark & Long (Dark Train)  | 9:55    |
|      |                           |         |
| 2-8. | Spikee                    | 12:33   |
|      |                           |         |
|      |                           | 1:16:22 |
|      |                           |         |

| 3-1. | Mmm...Skyscraper I Love You (Jam Scraper)       | 9:14    |
|      |                                                 |         |
| 3-2. | Cowgirl (Irish Pub In Kyoto Mix)                | 11:46   |
|      |                                                 |         |
| 3-3. | Dark & Long (Most 'Ospitable Mix)               | 5:55    |
|      |                                                 |         |
| 3-4. | Mmm...Skyscraper I Love You (Telegraph 6.11.92) | 7:09    |
|      |                                                 |         |
| 3-5. | Dark & Long (Burts Mix)                         | 8:48    |
|      |                                                 |         |
| 3-6. | Dogman Go Woof                                  | 12:15   |
|      |                                                 |         |
| 3-7. | Dark & Long (Thing In A Book Mix)               | 20:15   |
|      |                                                 |         |
|      |                                                 | 1:15:22 |
|      |                                                 |         |

| 4-1.  | Concord (3 Comp75 Id9 A1771 Aug 93a)                                 | 6:51    |
|       |                                                                      |         |
| 4-2.  | Dark & Long (1st Ruff Id3 A1551 2)                                   | 9:35    |
|       |                                                                      |         |
| 4-3.  | Mmm...Skyscraper I Love You (A1765 Sky Version Id4. Harmone6 Comp43) | 9:58    |
|       |                                                                      |         |
| 4-4.  | Mmm...Skyscraper I Love You (After Sky Id6 1551 2)                   | 5:29    |
|       |                                                                      |         |
| 4-5.  | Can You Feel Me? (From A4796)                                        | 4:31    |
|       |                                                                      |         |
| 4-6.  | Birdstar (A1558 Nov 92b.1)                                           | 4:51    |
|       |                                                                      |         |
| 4-7.  | Dirty Epic (Dirty Ambi Piano A1764 Oct 91)                           | 6:49    |
|       |                                                                      |         |
| 4-8.  | Spoonman (Version1 A1559 Nov92)                                      | 10:04   |
|       |                                                                      |         |
| 4-9.  | Organ (Eclipse Version From A4796)                                   | 6:20    |
|       |                                                                      |         |
| 4-10. | Cowgirl (Alt Cowgirl C69 Mix From A1564)                             | 10:12   |
|       |                                                                      |         |
|       |                                                                      | 1:14:40 |
|       |                                                                      |         |

| 5-1. | Mmm...Skyscraper I Love You | 13:27   |
|      |                             |         |
| 5-2. | Improv 1                    | 7:27    |
|      |                             |         |
| 5-3. | Bigmouth                    | 8:17    |
|      |                             |         |
| 5-4. | Improv 2                    | 8:03    |
|      |                             |         |
| 5-5. | Big Meat Show               | 11:17   |
|      |                             |         |
| 5-6. | Improv 3                    | 9:53    |
|      |                             |         |
| 5-7. | Spoonman                    | 18:05   |
|      |                             |         |
|      |                             | 1:16:29 |
|      |                             |         |

## Odbiór

### Opinie krytyków

#### Oryginalny album
| Oceny łączne                      | Oceny łączne |
| Publikacja                        | Ocena        |
| --------------------------------- | ------------ |
| Album of the Year                 | 91/100       |
| Recenzje                          |              |
| Publikacja                        | Ocena        |
| AllMusic                          | [ 10 ]       |
| Drowned in Sound                  | 10/10        |
| laut.de                           | [ 12 ]       |
| The New Rolling Stone Album Guide | [ 13 ]       |
| Slant Magazine                    | [ 14 ]       |
| Sputnikmusic                      | 5.0/5        |

Zdaniem Johna Busha z AllMusic Underworld „skupił się na produkcji albumu, odsuwając pisanie piosenek dalszy plan. Najlepsze utwory albumu („MMM Skyscraper I Love You”, „Cowgirl”), łączące teksty Hyde’a z podkładem instrumentalnym Emersona, stanowią „innowacyjną mieszankę klasycznego acid house’u, techno i dubu, która brzmi inaczej, niż wszystko, co ją poprzedzało”. Underworld stał się „prawdziwie wielogatunkową grupą dekady wypełnionej stęchłą fuzją”.
Wysoko ocenił album Alexander Cordas z magazynu laut.de dając mu maksymalną notę 5 gwiazdek. „To, co sprawia, że album jest tak fascynujący nawet dziś, to wszechstronność dźwięków i nastrojów – ocenia autor precyzując: „paleta kolorów, którą trio Hyde, Smith i Emerson ma w swoich rękach rozciąga się od przesiąkniętej kwasem kompulsywności do eleganckiego relaksu. Pod tym względem wyróżnia się 13-minutowe opus magnum, 'Mmm Skyscraper I Love You'.
W opinii redakcji magazynu Drowned in Sound debiutancki album Underworld z 1993 roku „był przełomowy dla sceny muzyki tanecznej”. Otwierający album utwór 'Dark And Long', z syntezatorowym podkładem skopiowanej z dyskotekowego hitu 'I Feel Love' zabieg, który zespół powtórzył kilka lat później) stanowi dowód, że „Underworld ma zdolność do zrobienia albumu crossover, który może spodobać się zarówno nastolatkom lubiącym indie i pop, jak i elektronicznej elicie. Po dziesięciu latach od premiery Dubnobasswithmyheadman nie wydaje się, by się on zestarzał, a 'Dirty Epic' wciąż jest jednym z najlepszych, natchnionych i uduchowionych utworów lat 90..
Podobną opinię wyraził Melody Maker: „[Dubnobasswithmyheadman to] najważniejszy album od czasu debiutanckiego albumu The Stone Roses i najlepszy od czasu Screamadelica... zapierająca dech w piersiach hybryda, wyznaczająca moment, w którym kultura klubowa wreszcie dojrzała i przyciąga wszystkich”.

Dubnobasswithmyheadman – trudny w odbiorze, entuzjastyczny i przełomowy album z 1994 roku jest jednym z niewielu w historii popu, którego tajemnice ujawniają się poprzez liternictwo. Artystycznie zgnieciony tekst na okładce nie tylko doskonale oddawał krajobraz przeładowania informacyjnego, z którego zdawała się wyłaniać muzyka Underworld, ale także zwiastował niezwykły talent ich tekściarza do wyławiania dźwięcznych fraz z ludzkich narzekań po pijackiej nocy czy z porannej jazdy metrem.

#### 5CD Super Deluxe Edition (2014)
| Recenzje             | Recenzje |
| Publikacja           | Ocena    |
| -------------------- | -------- |
| The Line of Best Fit | 9.5/10   |
| Louder Than War      | 10/10    |
| The Music            | [ 19 ]   |
| Pitchfork            | 9.2/10   |
| PopMatters           | 10/10    |
| Record Collector     | [ 22 ]   |
| Uncut                | [ 4 ]    |

„Jeśli spojrzysz na inne albumy obchodzące swoje drugie dziesięciolecie, to bardzo niewiele z nich brzmi tak współcześnie, lub ma tak duży wpływ na obecną muzykę” – ocenia Chris Todd z The Line of Best Fit. Różne style i gatunki, rozpoznawalne w muzyce albumu zostały według niego zaprezentowane w zupełnie nowy sposób, z „równą ilością popowej tandety i inteligentnej atmosfery”. Pięciopłytowa reedycja to „skarbnica stron B, remiksów, reinterpretacji i niewydanych kawałków, które dają fascynujący wgląd w to, jak powstało dziewięć utworów z oryginalnego albumu”. Autor wyróżnia niewydaną wersję „Dirty Epic”, nazwaną „Dirty Ambi Version”, z „przygnębiającymi, migotliwymi syntezatorami i pięknym, chimerycznym pianinem pod wpływem Philipa Glassa. Odrębną uwagę poświęca okładce albumu, która jego zdaniem „jest zaprojektowana tak, by stać obok takich płyt jak Unknown Pleasures, Aladdin Sane czy London Calling.
Garry’emu Mulhollandowi z magazynu Uncut utwory oryginalnego albumu skojarzyły się – jeśli chodzi o ich profesjonalną aranżację – z najlepszymi utworami Kraftwerk czy The Human League. Recenzent zwrócił również uwagę na styl interpretacyjny Hyde’a („szeptane, mamrotane i wykrzykiwane obserwacje na temat chaosu, zarówno miejskiego jak i osobistego”). Cztery dyski z dodatkami jego zdaniem „zachwycą fanów, ale być może rozmyją obraz poprzez przedkładanie ilości nad jakość. Niemniej jednak to fascynujące usłyszeć, jak Underworld w ciągu zaledwie kilku krótkich miesięcy przeszedł od podejrzanego funk-rocka z „The Hump” z 1992 roku do zdumiewającego „Rez”.
W opinii Phila Smitha z magazynu Record Collector „jubileuszowe wznowienie z okazji 20. rocznicy, z książką autorstwa zespołu Tomato, pojawia się w dobrym momencie. Muzyka taneczna lat 90. ponownie wyłoniła się z nieuchronnie długiego odwrotu, by znów wywierać potężny wpływ, a jej kluczowe wydawnictwa zasługują na tego rodzaju szczegółowe traktowanie. Z tego rozszerzonego zestawu wyłania się portret tradycyjnego zespołu: pracującego nad swoim materiałem, jamującego na próbach i wydającego polecenia z pulpitu mikserskiego. Przypomina to, jak w latach 90. remiksowano nagrania, by poszerzyć ich atrakcyjność - w tym przypadku w celu zdobycia popularności muzyki trance, a także by zapełnić miejsce na wieloformatowych singlach”.
Na znaczenie płyt z dodatkami zwraca również uwagę Nick Neyland z magazynu Pitchfork. Za najciekawszą uważa płytę poświęcona w całości próbnym utworom wykonywanym na żywo, które stały się utworami oryginalnego albumu. Album ten jest – jego zdaniem – kluczowym wydawnictwem zarówno w dorobku zespołu jak i w światowej elektronicznej muzyce tanecznej. Z otworów singlowych wyróżnia „Dirty” i „Rez”. Poświęca również uwagę Hide’owi i jego tekstom, które uważa za „problematyczne” a styl solisty – za „wahający się pomiędzy inspiracją a momentami nijakości”. Za najlepsze jego dokonanie uważa wokal w utworze „Spoonman”. Dubnobasswithmyheadman to – według recenzenta – album „o wspólnocie, o łączeniu się poprzez wspólne doświadczenia, album, który stworzył „szansę na wyprowadzenie kultury klubowej z klubu”.
Na utwór „Spoonman” zwraca również uwagę Ian Mathers z magazynu PopMatters podkreślając, podobnie jak Neyland, znaczenie prób na żywo, rejestrowanych w domowym studiu i zamieszczonych na piątej płycie wydawnictwa Deluxe. Cały materiał bonusowy został jego zdaniem „inteligentnie zorganizowany i, z jednym czy dwoma drobnymi wyjątkami, bardzo inteligentnie dobrany”.
„Dubnobasswithmyheadman nie jest reliktem, który można podziwiać z daleka, ani kawałkiem nostalgii. Jest aktualny, jest miłością, śmiercią, nadzieją, przerażeniem, triumfem i tragedią. Prawdziwie magiczne dzieło, które z całą pewnością należy do ścisłej czołówki brytyjskiej muzyki. Triumf serca i maszyny” – twierdzi Simon Tucker z Louder Than War.
Mac McNaughton z magazynu The Music dał wydawnictwu maksymalną notę oceniając, „że 20 lat później Dubnobasswithmyheadman pozostaje bezbłędnym kamieniem milowym w historii techno”.

### Listy tygodniowe
| Kraj            | Lista               | Pozycja |
| --------------- | ------------------- | ------- |
| Holandia        | Dutch Album Top 100 | 71      |
| Wielka Brytania | UK Albums Chart     | 12      |

| Kraj            | Lista                 | Pozycja |
| --------------- | --------------------- | ------- |
| Wielka Brytania | UK Independent Albums | 34      |

| Kraj            | Lista                 | Pozycja |
| --------------- | --------------------- | ------- |
| Belgia          | Ultratop (Flandria)   | 132     |
| Belgia          | Ultratop (Walonia)    | 142     |
| Japonia         | Oricon                | 257     |
| Szkocja         | Scottish Albums Chart | 82      |
| Wielka Brytania | UK Dance Albums       | 12      |

### Certyfikaty i sprzedaż
- Wielka Brytania (BPI): złota płyta (1 stycznia 1997)[31]
- Według Nielsen SoundScan album został sprzedany w Stanach Zjednoczonych w liczbie 56 tysięcy egzemplarzy (marzec 1999)[32]